# Gajusz Cecyliusz Metellus Kaprariusz
Caius Caecilius Metellus Caprarius (ur. przed 150 p.n.e., zm. po 99 p.n.e.) – członek wpływowego plebejskiego rodu rzymskiego Cecyliuszy, czwarty syn Kwintusa Cecyliusza Metellusa Macedońskiego, konsula w 143 p.n.e. Jego trzej starsi bracia też byli konsulami: Kwintus Cecyliusz Metellus Balearyjski w 123 p.n.e., Lucjusz Cecyliusz Metellus Diadematus w 117 p.n.e. i Marek Cecyliusz Metellus w 115 p.n.e. W roku 133 p.n.e. służył pod dowództwem Scypiona Afrykańskiego pod Numancją. Na wybitym przez niego w 125 p.n.e. denarze umieścił wizerunek słonia dla upamiętnienia zwycięstwa swego przodka Lucjusza Cecyliusza Metellusa Dentera na Kartagińczykami. W 113 p.n.e. został konsulem z Gnejuszem Papiriuszem Karbonem. W latach 112-111 p.n.e. Kaprariusz był prokonsulem Macedonii i Tracji. W 111 p.n.e. odbył w tym samym dniu triumf razem z rodzonym bratem Markiem (Marek za Sardynię, Gajusz za Trację); sytuacja taka zdarzyła się raz w całej historii Rzymu. W 102 p.n.e. był cenzorem razem z kuzynem Kwintusem Cecyliusze Metellusem Numidyjskim. Cenzor Metellus Numidyjski próbował usunąć z senatu Lucjusza Apulejusza Saturnina, trybuna ludowego w roku 103 i 100 p.n.e. i Serwiliusza Glaucję trybuna w 109 p.n.e., wybitnych działaczy stronnictwa popularów. Jako drugi cenzor Metellus Kaprariusz nie zgodził się jednak na to.  W 99 p.n.e. przyczynił się do odwołania z wygnania Metellusa Numidyjskiego.